# Jeu des biens publics

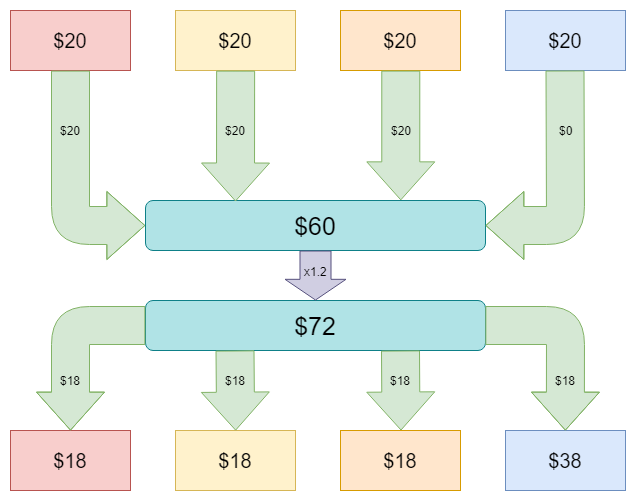
Trois joueurs choisissent de verser leurs 20 $, tandis que le quatrième joueur choisit de verser 0 $. Les 60 $ sont multipliés par un facteur de 1,2 et les 72 $ obtenus sont répartis de manière égale entre les quatre joueurs.

Le jeu des biens publics fait partie des jeux courants en économie expérimentale. Dans sa forme de base, les {\displaystyle N} sujets doivent choisir secrètement le montant de leur participation privée (en termes de jetons) dans une caisse commune. Les jetons dans cette caisse sont multipliés par un nombre compris entre 1 et {\displaystyle N}, et le montant total est divisé de manière équitable entre tous les joueurs. De plus, chaque joueur garde les jetons qu'il ne dépense pas.
Le nom de ce jeu vient de la définition économique d'un bien public. Il s'agit d'un bien non-rival (le fait que je le consomme n'empêche pas quelqu'un d'autre de le consommer) et non-excluable (on ne peut pas faire payer l'accès à ce bien). Selon la théorie économique, aucun individu n'aurait intérêt à contribuer à ce bien, même s'il en profite (problème du passager clandestin). Le jeu des biens publics cherche à vérifier cette théorie.

## Résultats
La caisse commune est remplie à son maximum quand tous les joueurs y mettent l'intégralité de leurs jetons. Cependant, l'équilibre de Nash de ce jeu est la situation dans laquelle aucun joueur ne met de jetons dans la caisse commune. En effet, en supposant la rationalité des agents, chaque joueur a individuellement intérêt à ne rien donner. Cela ne marche que si le nombre par lequel on multiplie le pot commun est plus petit que {\displaystyle N} ; si ce nombre est plus grand que {\displaystyle N}, alors chaque joueur a intérêt à mettre tous ses jetons dans la caisse commune.
L'équilibre de Nash est en fait rarement observé dans ces expériences : la plupart du temps, les individus mettent quelque chose dans le pot commun. Cependant, ce niveau de contribution varie fortement, entre 0 % et 100 % de la dotation initiale en jetons. Comme on pouvait s'y attendre, la contribution moyenne dépend du facteur de multiplication du pot. Capraro proposa un nouveau type de solution pour ces dilemmes sociaux. L'idée de base est que les joueurs anticipent s'il est avantageux de coopérer et, si c'est le cas, coopèrent au niveau correspondant à leurs anticipations. Ce modèle est en accord avec l'idée que la coopération augmente si le facteur multiplicateur augmente.
En général, on appelle ceux qui ne coopèrent pas ou qui contribuent moins que la moyenne les « passagers clandestins », et ceux qui contribuent plus que la moyenne les « coopérants ».

## Variantes

### Répétition de jeux de biens publics
Les jeux de biens publics peuvent être répétés : on utilise alors toujours le même groupe d'individus et on les fait jouer plusieurs fois de suite. On observe en général une baisse de la coopération avec l'augmentation du nombre de répétitions. Les individus les plus coopératifs voient que certains joueurs sont des « passagers clandestins » et tendent à contribuer de moins en moins,. Cependant, dans la plupart des cas, il reste un noyau dur de contributeurs, ce qui fait que le montant dans le pot commun est rarement nul.
Une explication de la baisse des contributions est l'aversion à l'inéquité. Les agents qui donnent le plus voient le fait que certains donnent peu et reçoivent beaucoup comme une injustice (bien que l'on ne connaisse pas l'identité des « passagers clandestins » et que ce ne soit qu'un jeu). De plus, il n'y aurait pas lieu d'espérer un changement de  comportement de la part des « passagers clandestins » : même s'ils voient que les autres coopèrent, ils ne contribueront sans doute pas.

### Les jeux de biens publics ouverts (transparents)
La connaissance des choix et des gains de chacun affecte les choix futurs. Certaines études ont montré que le choix des individus de contribuer ou de renoncer est influencé par le leader du groupe, qu'il soit formel ou informel. Si les joueurs connaissent les gains de chacun, il peut alors y avoir une dynamique d'imitation puisque tous les joueurs adopteront la même stratégie que celui qui a gagné le plus (et donc contribué le moins). Il est alors possible d'observer une baisse graduelle de la coopération au fur et à mesure que le jeu est répété. De plus, connaître le montant des contributions de chacun mène en général à une augmentation du montant total dans le pot commun.

### Les jeux de biens publics avec sanction et/ou récompense
Beaucoup d'expériences étudient l'effet provoqué par la mise en place de sanctions pour ceux qui contribuent le moins et de récompenses pour ceux qui contribuent le plus. Les résultats tendent à montrer que la non-présence de récompense n'est pas vue comme une sanction, et que les récompenses n'ont pas un effet aussi important que celui provoqué par la mise en place de sanctions. En d'autres termes, la perte ressentie à la suite d'une amende de x euros est plus importante que le gain ressenti à la suite d'une récompense de x euros.
En général, les sanctions mènent à une plus grande coopération . Cependant, la présence de coûts dans la mise en place de sanctions provoque une baisse des gains collectifs, au moins au début. Les récompenses semblent être moins efficaces : une étude de 2007 a montré qu'elles ne parvenaient pas à garantir la coopération à long terme.
Ainsi, plusieurs travaux conseillent d'utiliser à la fois la mise en place de sanctions (ou tout du moins, la menace de leur mise en place) et de récompenses. Cette combinaison permettrait à la fois d'augmenter la coopération et les gains. Cela marcherait à la fois dans des groupes variant dans le temps , et dans des groupes restant identiques.

### Changement de cadre d'expérimentation
Il est possible que les décisions des agents changent selon le cadre d'expérimentation. Jusqu'ici, ce cadre est resté neutre car il n'y avait pas de rapport avec des situations réelles. Mais il est possible de changer ce cadre en présentant la situation comme une négociation sur les réductions de gaz à effet de serre et ainsi se rapprocher des « vrais » comportements des joueurs car ils sont plus enclins à avoir une opinion sur ce sujet. Cela est surtout utile dans les jeux à un tour (et non pas répétés) car chaque joueur doit essayer de deviner le comportement des autres à partir de ses propres expériences. Ainsi, le même cadre peut provoquer beaucoup d'issues différentes, même si les joueurs partagent des caractéristiques communes.